# Aroldo Berruti
Aroldo Giovanni Battista Berruti (* 23. Dezember 1902 in Genua; † 25. Mai 1967 ebenda) war ein italienischer Wasserballspieler.

## Karriere
Berruti nahm mit der italienischen Nationalmannschaft und seinen Teamkollegen Tito Ambrosini, Mario Balla, Mario Cazzaniga, Eugenio Dellacasa, Achille Gavoglio und Giuseppe Valle am olympischen Wasserballturnier 1924 in Paris teil. Die Italiener unterlagen bereits in der ersten Runde dem Team aus Schweden mit 0:7. Damit belegte die Mannschaft den geteilten zehnten Platz unter dreizehn Teilnehmern.
Berruti spielte für den Verein ASD Sportiva Sturla aus Genua, der im Jahr 1923 die italienische Meisterschaft im Wasserball für sich entscheiden konnte.